# 安慶健
安慶健（On Hing King ），生於香港，香港籃球教練，曾經擔任香港甲一籃球聯賽球隊福建及曾經擔任香港男子籃球代表隊主教練。

## 教練生涯
2013年球季，安慶健帶領晉龍由甲二升班到甲一，並在第二年就以第5名的成績完成常規賽，可是球隊就在第三年以全敗的成績宣告護級失敗。
降班後，安慶健與部份球員轉會到大換班的甲一球隊福建。
2015年9月，安慶健取代鄭學來擔任香港籃球代表隊的主教練。
2022年11月, 安慶健以香港男籃總教練身份帶隊, 出戰亞洲盃外圍賽預賽第一回合。 

## 家庭生活
安慶健的兒子安家仲於2013年的NIKE League以16歲之齡在比賽中獨取55分，打破名將潘志豪當年17歲創下個人得分51分最高紀綠。

## 外部連結
- 香港籃球總會網頁 （页面存档备份，存于）